# Anthony Nwakaeme
Anthony Nwakaeme Nuatuzor, cunoscut ca "Tony" (n. 21 martie 1989, Lagos, Nigeria) este un fotbalist aflat sub contract cu  Trabzonspor